# Сциокорис отличный
Сциокорис отличный (лат. Sciocoris distinctus) — вид клопов из семейства настоящих щитников.

## Распространение
Встречается по всей Палеарктики от Европы, Северной Африки (Алжир) и Ближнего Востока (Сирия) юга Средней Азии (Таджикистан, Узбекистан) и Дальнего Востока.

## Описание
Клоп длиной 5,5—7 мм. Низ брюшка с V-образным чёрным пятном (редко лишь с чёрным пятном на VII сегменте).

## Экология
Встречаются на растениях семейства злаковых (Poaceae).